# SN 2012B
SN 2012B (PSN J03513452+3704427) – druga supernowa skatalogowana w 2012. Należąca do typu Ia, supernowa wybuchła w galaktyce PGC 13981 położonej w gwiazdozbiorze Perseusza. Jej odkrywcami byli Jack Newton i Tim Puckett. W momencie jej odkrycia 8 stycznia miała wielkość gwiazdową 17,2m.
W odkryciu brał udział amatorski program zajmujący się poszukiwaniem supernowych Puckett Observatory World Supernova Search, było to 253 odkrycie dokonane w ramach tego programu.